# Limburgsche Voetbalbond
De Limburgsche Voetbalbond (LVB), niet te verwarren met de Rooms-Katholieke Limburgsche Voetbalbond (RKLVB), is een voormalig neutrale voetbalbond in Nederland, opgericht op 8 maart 1908. In 1996 werd de bond, die eigenlijk vanaf 1940 Afdeling was, opgeheven door een herstructurering bij de KNVB. Bij de bond waren clubs aangesloten die afkomstig waren uit de Nederlandse provincie Limburg, uitgezonderd het uiterste noorden van de provincie (ten noorden van Venray).

## Geschiedenis
Terwijl in Nederland steeds meer gevoetbald werd, bleef de sport in het vooral katholieke Limburg de sport achter. De Rooms-Katholieke kerk was wat terughoudender tegenover de fysieke sport en het verstoren van de zondagsrust. Desondanks waren al enkele clubs, waaronder VVV uit Venlo, opgericht. Deze clubs waren genoodzaakt om te gaan spelen bij de al in december 1899 opgerichte Brabantsche Voetbalbond. De noodzaak voor een Limburgsche Voetbalbond werd dan ook langzamerhand groter naarmate er meer voetbalclubs in Limburg ontstonden. In 1908 werd de Limburgsche Voetbalbond opgericht en een jaar later werd deze bond ook erkend door de NVB.
Toen in 1917 de Rooms-Katholieke Limburgsche Voetbalbond werd opgericht, vertrokken een aantal clubs naar deze nieuwe bond. Verder waren er in de provincie Limburg, ten opzichte van de rest van Nederland, geen andere voetbalbonden aanwezig, op mogelijk een enkele niet geregistreerde bond na.
Het zou nog 10 jaar duren voordat de Rooms-Katholieke Limburgsche Voetbalbond groter werd de dan de neutrale Limburgsche Voetbalbond. Hiermee was de Limburgsche voetbalbond de enige neutrale door de NVB erkende bond in een regio die kleiner was dan een niet-neutrale bond.

## Afdeling Limburg
In 1940 vond er op last van de Duitse bezetter tijdens de Tweede Wereldoorlog een herstructurering plaats bij de voetbalbonden. Hierdoor ontstond er één voetbalbond ((K)NVB) met 20 onderafdelingen. In Limburg betekende dit dat de Rooms-Katholieke Limburgsche Voetbalbond opging in de Limburgsche voetbalbond, aangezien er verder in de provincie verder geen andere voetbalbonden aanwezig waren. Ook tot het einde van de afdelingen (die ook wel onderbonden genoemd werden) in 1996 werd er dan ook meer gesproken over de Limburgs(ch)e Voetbalbond dan over de afdeling Limburg.
In 1996 vond er een nieuwe herstructurering plaats bij de KNVB. Nu werden alle afdelingen opgeheven. De competities van deze afdelingen gingen over naar de KNVB en werden lagere klassen. De hoogste klasse bij de Limburgsche Voetbalbond werd de nieuwe Vijfde klasse bij de KNVB. De lagere klassen bij de Limburgsche Voetbalbond werden vervolgens vanaf de Zesde klasse bij de KNVB.
Voor 1996 was het zo dat een club uit Limburg vanuit de Vierde klasse KNVB naar het hoogste niveau van de Limburgsche Voetbalbond degradeerde. Andersom promoveerden clubs vanuit het hoogste niveau naar de Vierde klasse KNVB.